# Transporthaus (Hamburg)

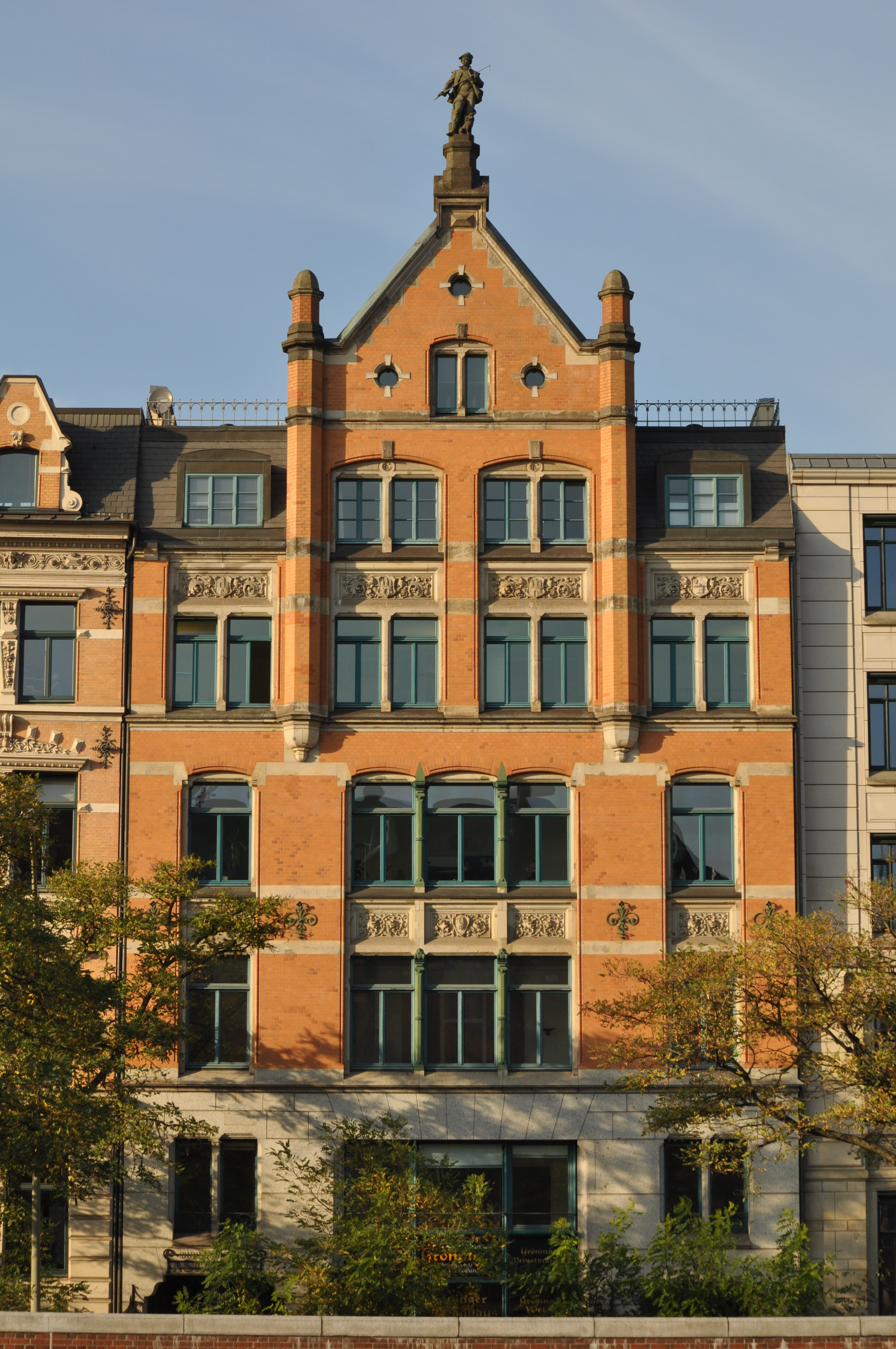
Das Transporthaus
Zippelhaus 4

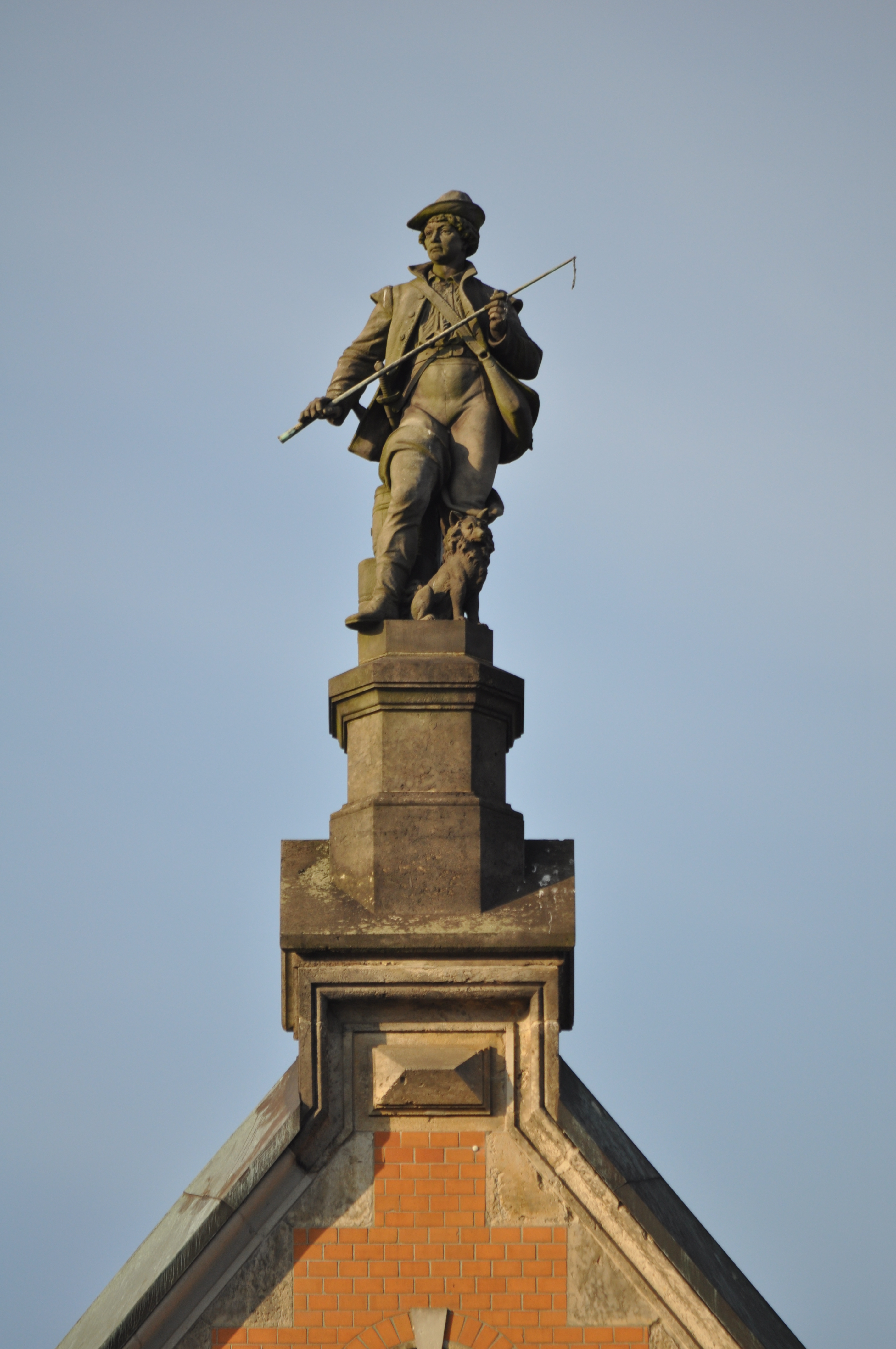
Dachfigur:
Kutscher mit Peitsche und Hund

Das Transporthaus ist ein gemischtes Wohn- und Kontorhaus in Hamburg-Altstadt.  Es liegt am Rande des Zollkanals und hat die Anschrift Zippelhaus 4. Das Gebäude ist als Kulturdenkmal mit der Objekt-ID 12409 ausgewiesen.

## Baugeschichte
In der Nachbarschaft des Zollkanals entstand Ende des 19. Jahrhunderts die neue Uferstraße Zippelhaus. An deren Nordwestseite wurden innerhalb kurzer Zeit eine Reihe von Wohn- und Kontorhäusern gebaut.  Eines davon war das Transporthaus, das 1894 nach Plänen des Architekten Martin Haller von der Transport-AG (vormals Heverke) errichtet wurde. Die 1889 gegründete Aktiengesellschaft war im Transport-, Speditions- und Lagergeschäft tätig.
Das Gebäude wurde im Jahr 1992 saniert und erhielt 1994 den 1. Preis für die am besten sanierte Fassade der Stadt. Der Hamburger Fassadenpreis wird von der Landesinnung der Gebäudereiniger Hamburg und der Kulturbehörde Hamburg im Zweijahresrhythmus verliehen.

## Beschreibung
Das Gebäude zeigt wie die beiden linken Nachbarhäuser Bauformen der Neorenaissance. Mit den Sockelgeschossen und dem Dachgeschoss weist es insgesamt sechs Geschosse auf. Die beiden Sockelgeschosse sind vollständig mit Werkstein verkleidet und mit einem Gesims vom oberen Gebäudeteil abgegrenzt. Oben ist das Mauerwerk in Backstein ausgeführt und durch Werksteinelemente gegliedert.
Die mittleren Achsen der Fassade werden dort durch einen von Pfeilern flankierten Zwerchgiebel hervorgehoben, der durch eine Figur bekrönt wird. Sie zeigt einen Fuhrmann oder Kutscher im Kostüm des 18. Jahrhunderts, in der Hand eine Peitsche, begleitet von einem Hündchen. Außerdem sind im  2. und 3. Geschoss die mittleren Fenster in Dreiergruppen zusammengeführt, was ebenso zur Betonung der Mitte beiträgt wie die große zentrale Fensterfläche in den Sockelgeschossen.